# Bulaternera
Bula d'Avall o Bula de Terranera, modernament Bulaternera (en francès Bouleternère) és un poble de 906 habitants, cap de la comuna rossellonesa homònima, a la Catalunya del Nord.
La dita diu: "A Bula ho fan dos cops" en referència a llur processó.

## Etimologia
Per Joan Coromines la denominació és Bula de Terranera, Bula Terranera o Bula d'Avall. Explica que bula apareix sovint a la Catalunya del Nord com a topònim associat a valls o cursos d'aigua. Després d'una llarga reflexió associa el topònim a una arrel sorotàptica, preromana d'origen indoeuropeu, bula, associada a la forma també indoeuropea que dona pas a la forma llatina gǔla (la que dona el català gola), amb un significat que s'ajusta a les valls tancades i muntanyenques on s'aplica. La segona part del topònim, ternera, prové de l'indret on es va formar el poble, caracteritzat per la foscor del sòl; així, de Bula de Terra Nera (nera~negra), va evolucionar fins a esdevenir Bulaternera.

## Geografia

### Localització i característiques generals del terme

Situació de la comuna de Bulaternera en el Rosselló

El terme comunal de Bulaternera, de 106.300 hectàrees d'extensió, és situat a la comarca del Riberal de la Tet, al nord-oest de la dels Aspres, a l'extrem de ponent de la comarca del Rosselló. És al límit amb la comarca del Conflent, en una zona de relleu bàsicament pla, però que inclou la petita carena que separa el Rosselló del Conflent i els darrers contraforts dels Aspres, com les Crestes de Montjuïc, el Serrat del Ginebre i la Quera. Precisament el límit amb el Conflent és el Coll de Terranera (Terra Negra), que dona part del nom del poble. Tanmateix aquest coll, pròpiament, és en terme de Rodès. Dos terços del terme són en els contraforts dels Aspres, i un terç al Riberal.
Curiosament, el terme de Bulaternera no acaba d'arribar a tocar la llera de la Tet més que a l'extrem nord-oest, justament a la sortida de les Gorges de la Guillera: a la resta, l'en separa una llenca del terme d'Illa que ressegueix tota la riba dreta del riu. Aquest terme es vertebra a partir de la vall del Bulès en el Riberal, és a dir, una vall ampla i plana, en zona de dipòsits al·luvials. Just en arribar al poble, el Bulès canvia sobtadament de direcció i es decanta cap a llevant.
La major part dels límits del terme comunal són del tot arbitraris, és a dir: no segueixen accidents naturals. Tan sols en tres punts sí que ho fa: a l'extrem nord-oest del terme, un tram de 450 metres del curs de la Tet fa de termenal entre Bulaternera i Illa. A llevant, en alguns trams són suaus carenes les que marquen el termenal, però la major part són arbitràries. Al límit sud-est del terme és la carena que arrenca del Coll de la Llosa, a 584,1 m alt, i baixa cap al sud-oest pel Còrrec de la Salvetat fins al riu Bulès. Al sud-oest, una carena separa el terme de Bulaternera del de Bula d'Amunt. Aquesta carena puja dels 225,1 m alt a la llera del Bulès, i puja cap a l'oest, decantant-se lleument cap al sud-oest, fins als 618,1, al termenal de Bulaternera, Bula d'Amunt i Rodès.
El límit occidental, termenal amb Rodès i amb la comarca del Conflent, és la major part arbitrari; només en alguns trams segueix carenes no gaire acusades, a més de fer algunes pujades i baixades. Dels 618,1 inicials, va davallant fins al Roc Vaquer, a 378,4 m alt, travessa el Còrrec de Montjuïc entre 268,2 i 264,8 (fa de termenal uns 80 metres), i puja a una suau carena que separa Rodès de Bulaternera, passa just a llevant del Coll de Terranera, i segueix cap al nord fins que va a cercar la llera de la Tet a 229,9 m alt.
Termes municipals limítrofs:
|       | Illa         |                       |
| Rodès |              | Sant Miquel de Llotes |
|       | Bula d'Amunt | Casafabre             |

### El poble de Bulaternera

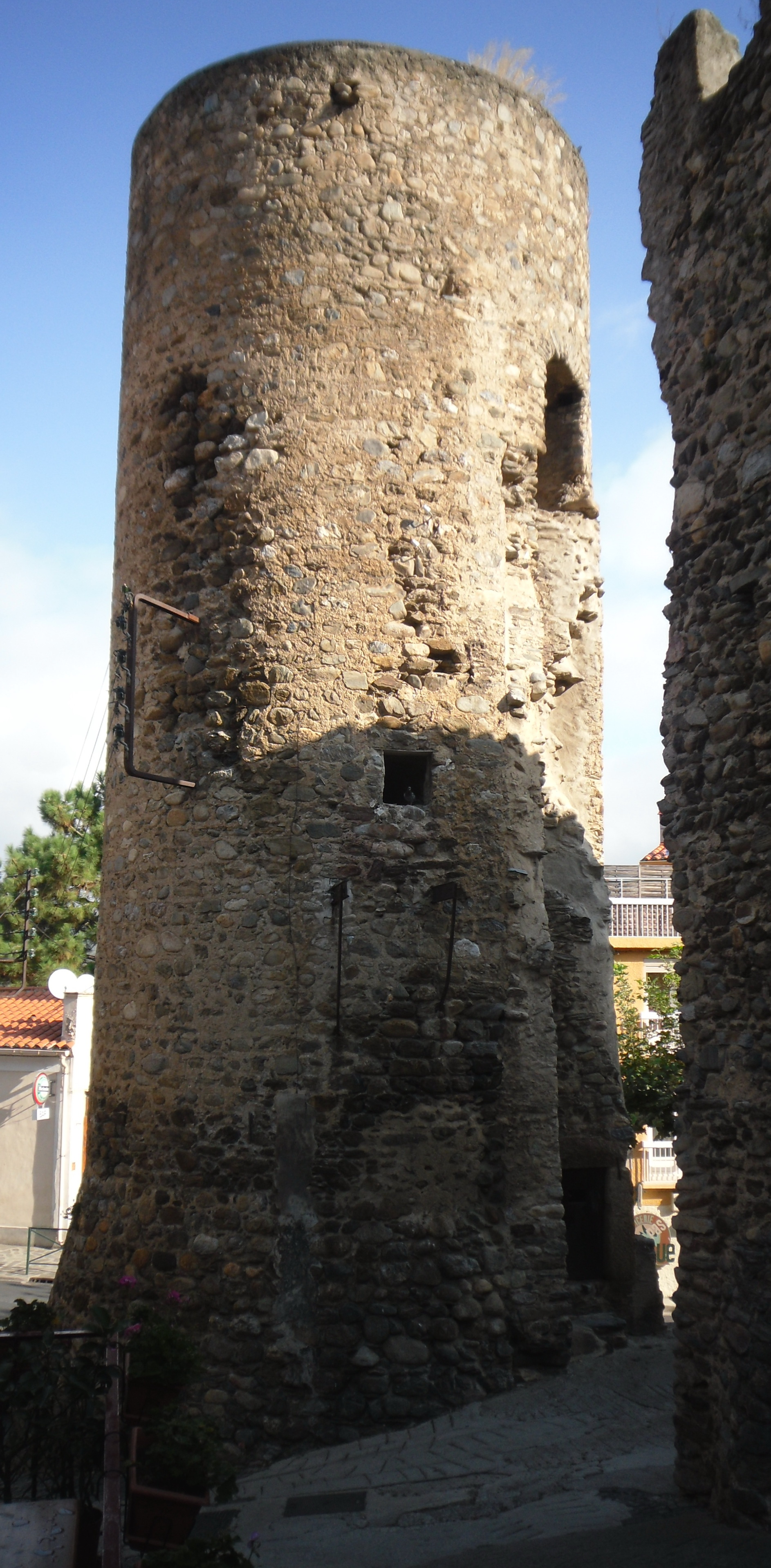
Torre de la Ruta

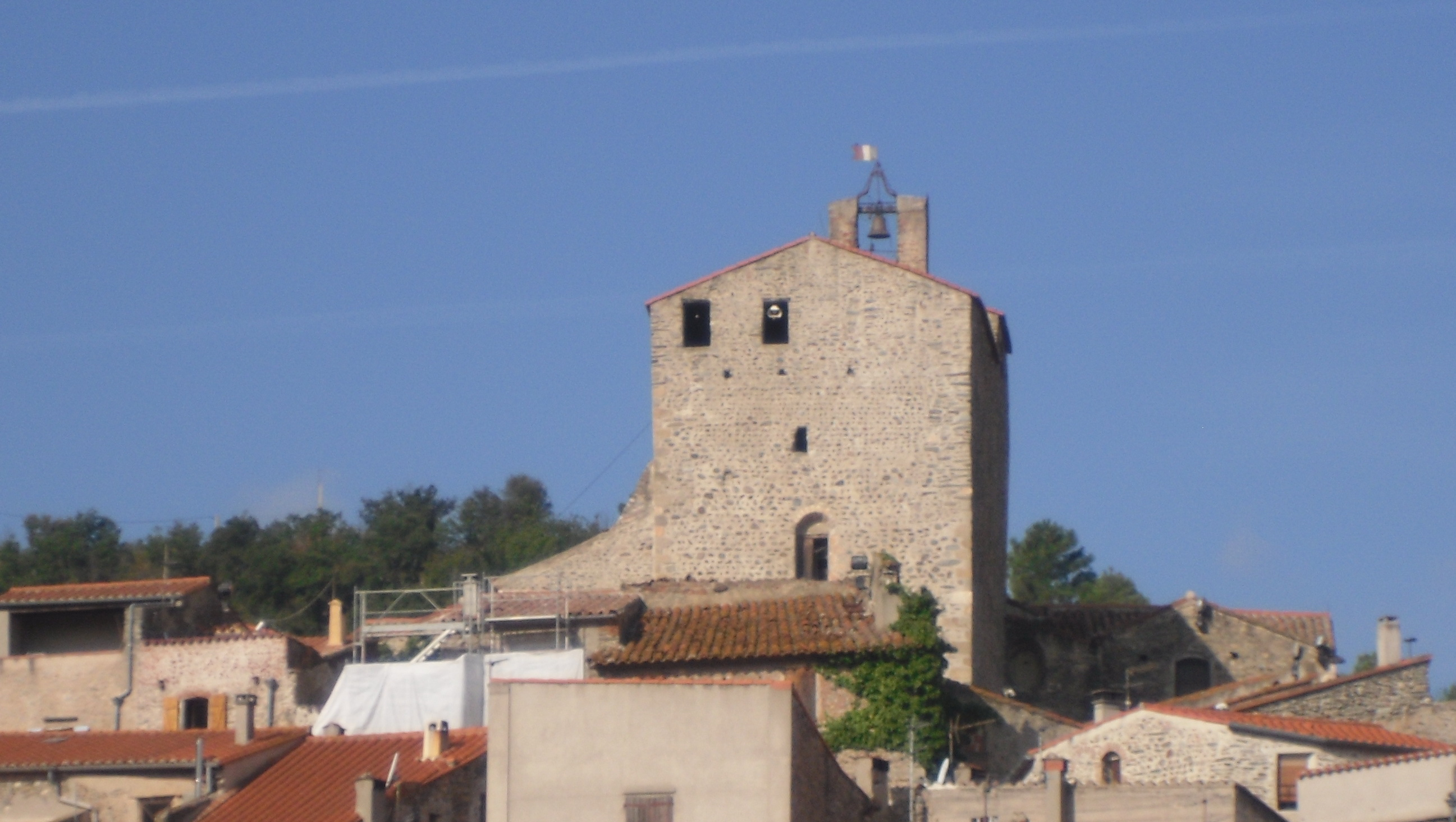
Vila de Bulaternera

Està situat a l'esquerra del Bulès, al bell mig de la plana d'aquest sector del Riberal. És l'únic nucli de població agrupat actual del terme. El nucli vell, situat a l'extrem sud-oriental del poble actual, prové d'una antiga cellera al voltant de l'església parroquial de Sant Sulpici de Bulaternera i del seu cementiri, actualment plaça pública. En el nucli antic hi ha també les restes del Castell de Bulaternera i les de la primitiva església parroquial, dedicada a Santa Maria. El conjunt del poble vell estava fortificat. S'hi conserven les torres de la Plaça i del Bàsquet, o de la Carretera de Bula d'Amunt. Dins d'aquest nucli vell es conserven els porxos que acollien el mercat local: la Portalada, o Porxo del Molí, i el Porxo de la Placeta. A part de l'església parroquial de Sant Sulpici, al poble hi ha l'Oratori de Sant Marc i el de Sant Cristòfol, i hi havia hagut l'Oratori de Nostra Senyora del Congost, a la Placeta.
L'Oratori de Sant Marc és a la zona més alta del vilatge, ran de la vella Travessa de Serrabona. Fou inaugurat el 1962, dotat d'una nova escultura de sant Marc, després que un esllavissament demolís l'antic (construït a principis del segle XX). El de Sant Cristòfol fou construït el 1974 per la família Adroher al Camp de la ruta, ran de la carretera antiga 116, o Camí Ral, prop del cementiri nou del poble.

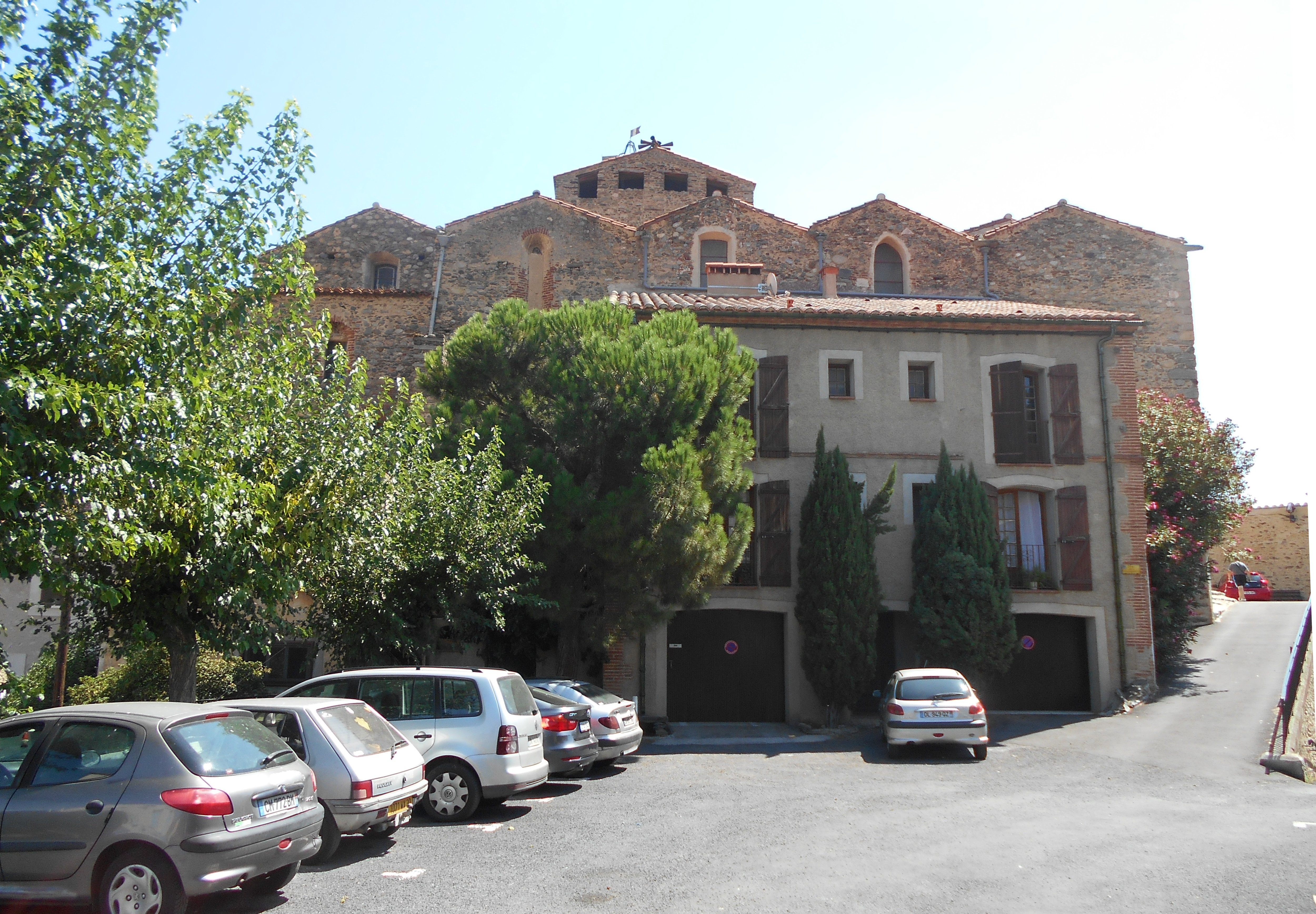
Centre de la part alta de Bulaternera

Aquest nucli vell, anomenat Cellera o Carrer del Pati, començà a créixer formant els primers barris, enganxats al nucli primigeni: la Cantonada del Molí, el Carrer de la Placeta, la Coma, o Carrer de la Coma, el Coronell, o Carrer del Coronell, la Costa, o Carrer de la Costa, la Font d'Amunt, o Carrer de la Font d'Amunt, l'Oliveda, el Quintà, o Carrer del Quintà, el Palau, o Carrer del Palau, la Plaça i Ripoll. Més endavant, ja a darreries del segle xx i principis del XXI, es van desenvolupar urbanitzacions com les anomenades Catalunya, la Cité du Canigou, o Cité Loucheur, el Clos dels Aspres, les Feixes, la Sardana i el Solà, eixamplant notablement el nucli urbà.

### Sant Nazari de Barbadell
L'antic poble de Barbadell, del qual només queda la seva església de Sant Nazari, és al sud-oest del poble de Bulaternera, en els primers contraforts dels Aspres quan s'emprèn l'antic camí de Serrabona. És a l'esquerra del Bulès, a l'espai entre aquest riu i la carretera, que fa una forta inflexió cap a ponent per tal de guanyar alçada.

### Santa Anna (abans, Santa Maria) del Congost

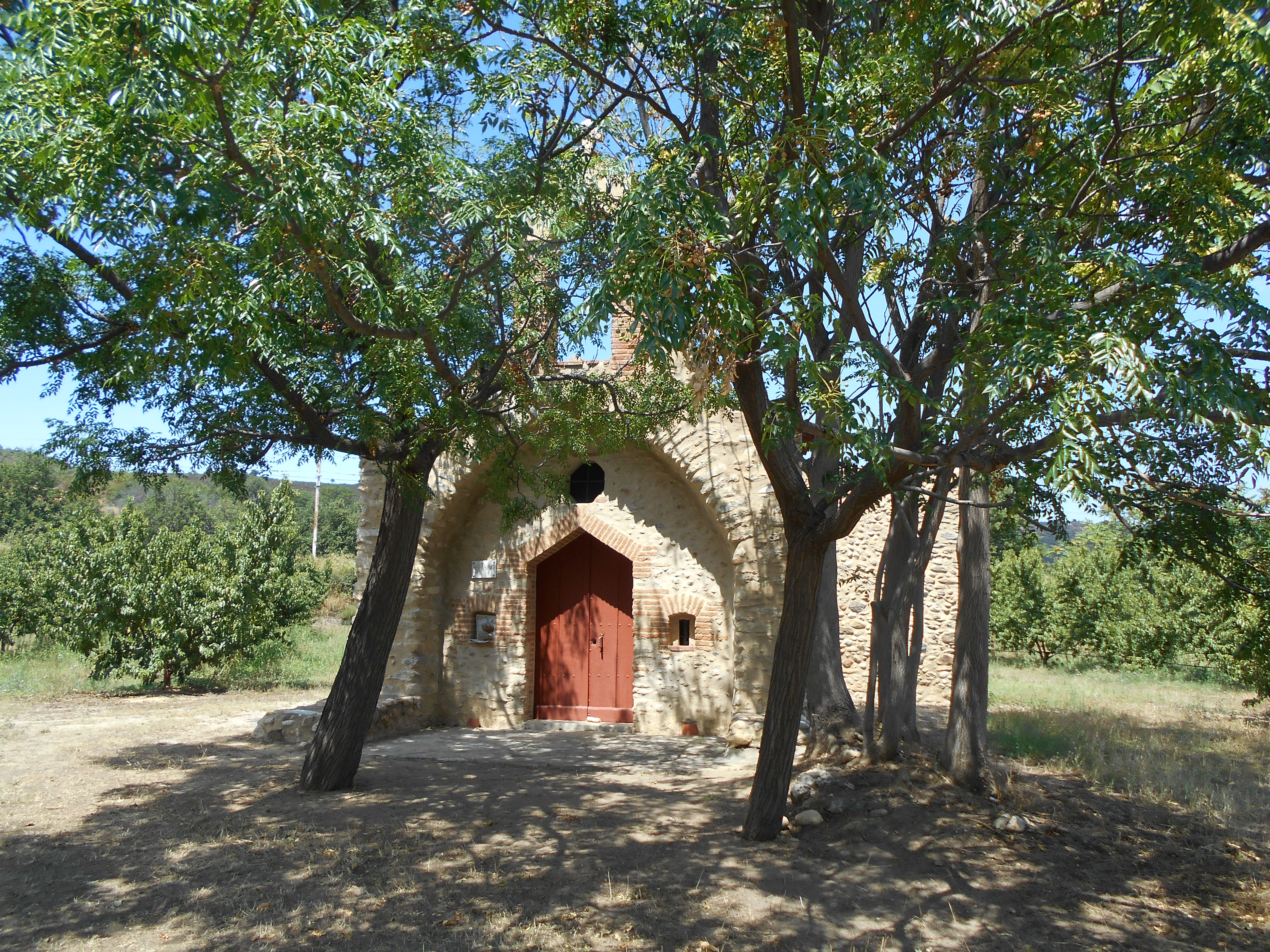
Santa Anna del Congost

L'església de Santa Anna del Congost, antigament de Santa Maria i habitualment anomenada només de Santa Anna, és una capella aïllada situada al nord-oest del terme, un quilòmetres a l'oest del poble, en un espai entre la carretera N - 116 i la via del ferrocarril. Pren el nom del proper congost de les Gorges de la Guillera.

### Castell de Marsugà
A la zona de llevant de l'actual terme de Bulaternera hi havia hagut el Castell de Marsugà, actualment desaparegut.

### Els dòlmens del terme
En el terme de Bulaternera hi ha diversos dòlmens, que han rebut noms diversos, segons qui els ha estudiats: el Dolmen de les Rieres, o del Camp Gran II, o de Marsugà Dellà, o de Castellars, i el Dolmen del Coll de la Llosa, o de Casafabre, situat damunt del triterme de Bulaternera amb Casafabre i Sant Miquel de Llotes. Alguns autors, a més, situen a Bulaternera el Dolmen de les Molleres, o del Camp Gran I, en realitat pertanyent al terme de Sant Miquel de Llotes.

### Els masos del terme
Les construccions isolades del terme de Bulaternera són les següents: la Cabana del Reguer, el Casot de l'Alemany, el Casot d'en Socàs, els Casots (els Escatllars), la Gara, el Mas de la Quera i el Mas Saunier, abans Mas Teix. Alguns són actualment en ruïnes, com el Cortal del Noguer de la Cabridau i el Mas Vernós, abans Vernoles. Alguns, encara, són noms antics, en desús, com el Cortal de Pere Blanc. Casos a part, també construccions aïllades, són el Cementiri, la Melba Cooperativa Frutícola, el dolmen anomenat la Llosa, l'Oratori del Coll de Canoetes i el Pou de Gel.

### Hidrografia
En el terç inferior, septentrional, del terme, els cursos d'aigua són canals d'irrigació, entre els quals es troben l'Agulla del Camí de l'Ermita, la de la Font del Bulès, la de les Feixes, la de les Garrigues, la de les Garrigues Altes, la de les Garrigues Baixes, la del Prat, la dels Gravars, la dels Horts, la dels Nerets, la del Tixador, la d'en Barboteu, la d'en Llença, la d'en Ricó, l'Agulla Primera de les Momines, l'Agulla Segona de les Momines, la Branca del Mas Saunier de l'Agulla de les Feixes, la Branca dels Gravars de l'Agulla de les Feixes, el Rec de les Horts, el Rec o Branca de les Aucelles, el Rec o Branca de les Hortes, el Rec de les Hortes i Aucelles, el Rec de Corbera, la Resclosa del Rec de les Aucelles, la Resclosa d'Amunt, el Sifó de la Branca de les Hortes, el del Rec de les Aucelles, l'Ullal del Camí de l'Ermita, el de la Font del Bulès, el de les Feixes, el de les Garrigues Altes, el de les Garrigues Baixes, el del Prat, el del Prim, el dels Horts, el dels Nerets, el del Tixador, el d'en Barboteu, el d'en Llença, el d'en Ricó, el Primer de les Momines i el Segon de les Momines.
La part muntanyosa del terme conté tot un seguit de còrrecs, la major part afluents del Bulès: Còrrec de la Salvetat, de les Solanes, dels Quatre Cònsols, amb el Còrrec del Vernós, de les Portelles, de Sant Nazari, amb els còrrecs de la Font del Querar i de la Font Rovellosa, de la Quera, de Samt Joan, de Terralba, amb els còrrecs de Montjuïc i de la Picassa, i el de Vinya Borbona.
Hi ha algunes fonts, a Bulaternera: la Font del Còrrec de Sant Joan, la del Mas de la Quera, la de Sant Nazari, la del Querar, la d'en Pujol, la Rovellosa i Nou Fonts.

### Orografia
Alguns dels topònims descriuen unitats de relleu, com el Coll de la Llosa; la Coma de Sant Joan; Pic de l'Oratori i Pic Vedell; Serra de Camp Llong, Serra del Camp de l'Alzina, Serrat de les Saleres i Serrat del Ginebre, o del Ginebrar, i solanes: les Solanes, els Solans, els Solans Petits.

### El terme comunal
Les partides i indrets específics del terme de Bulaternera són l'Aspre d'en Ponet, les Aucelles, els Beneficis, la Bufeta, el Camí de l'Ermita, el Camp del Rec de les Aucelles, els Camps de les Rieres, els Camps del Prat, els Camps Grans, Canoetes, Cardonet, la Carrerada, la Cassola, els Castellars, Corbera, Dessús el Rec, els Escatllars, les Espinasseres, l'Estany o el Gorg d'en Fric, les Feixes, la Font del Bulès, la Font del Querar, la Font Rovellosa (referit a les partides dels entorns d'aquestes fonts), les Garrigues Altes, la Ginarda, els Gravars, les Hortes, els Horts, la Llocareta, els Mallols, el Mas de la Quera, les Momines, Montjuïc, Morsugàs, abans Marsugàs, Morsugàs de Dellà, els Nerets, el Noguer de la Cabridau, Nou Fonts, l'Oratori, les Pedreres, el Pinyer, el Pont de les Baus, el Pont de Vinya Borbona, les Portelles, els Quatre Cònsols, la Quera, la Quera Petita, les Rieres, el Roc Vaquer, Rocabrú, les Sabrines, Santa Anna, Sant Isidre, Sant Marc, Sant Nazari, la Taüt, Terralba, les Teuleries, les Trilles, la Vall de Pintes, la Vall de Pintes sul Camí i Vidriol. Alguns són ja noms antics, en desús: Altiniac, el Camp dels Cavallers, els Casals, Cases d'Amunt, Civenac, les Colomines, els Congostos, l'Era (que apareix sovint escrit Hera, en els documents), Llausis, el Mont, els Polls, el Quintà, Rabera, Terrades i el Verger. També hi ha alguns senyals termenals, com el Roc Vaquer.

#### El Cadastre napoleònic

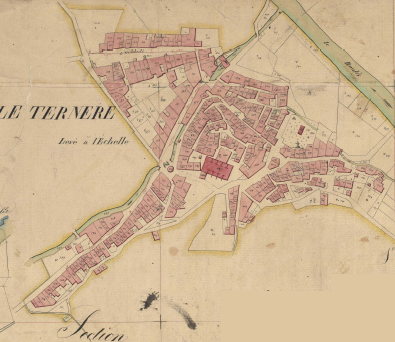
Bulaternera en el Cadastre napoleònic del 1812 (Arxius Departamentals dels Pirineus Orientals)

En el Cadastre napoleònic del 1812, Bulaternera està dividit en dues seccions: la del Poble i la de la Quera. La primera abraça aproximadament la meitat nord del terme comunal, i la segona, una mica menys de la meitat sud. Pertanyen a la secció del poble les partides de la Colomina, els Camps Grans, els Gravars, los Escatllars, amb el Mas Taix, el Camí de l'Ermita, amb una construcció rural, Sant Isidre, les Feixes, los Mallols, les Garrigues Altes, les Pedreres, els Beneficis, Terralba, el Coll de Ternera, la Collada, la Font de Labau, la Font de Vinya Borbona, Santa Anna, amb l'ermita de Santa Anna del Congost, els Nerets, l'Estany d'en Fric, l'Aspre d'en Ponet, l'Oratori, amb un oratori a la riba dreta del Còrrec de Montjuïc, Cardonet, Dessús lo Tec, el Coll de Canoetes, Canoetes, la Font del Querar, los Quatre Cònsols, el Vaquer, les Sabrines, la Font Rovellosa, Vidriol, els Solàs Petits, la Cassola, la Llucarella, la Bosseta, Sant Nazari, amb el mas d'aquest nom, Rocabrú, la Vall de Pintes, la Vall de Pintes sus Camí, els Solàs, la Carrerada i Caselles.
D'altra banda, la secció de la Quera conté les partides de Morsugàs, el Serrat de les Saleres, les Espinasseres, el Serrat del Ginebrar, Nou Fonts, el Coll de la Llosa, la Coma de Sant Joan, el Noguer de la Cabridau, amb les ruïnes d'un mas, la Quera, el Mas de la Quera, amb el mas d'aquest mateix nom, la Quera Petita, les Portelles, la Ginarda, les Solanes, Morsugàs de Dellà, les Hortes, los Castellars, les Teuleries, el Vinyer, les Trilles, els Horts, els Camps del Prat, els Camps de les Rieres, les Rieres, la Font del Bulès i les Momines.

## Transports i comunicacions

### Carreteres
Travessen el terme de Bulaternera tres carreteres. D'una banda, la D - 16 (N - 116, a Bulaternera - D - 615, a Illa), que des de Bulaternera mena a la D - 615 sense passar per cap poble. Després del terme de Bulaternera, travessa el nord del terme de Sant Miquel de Llotes i tot seguit entra en el d'Illa.
La D - 618 (N - 116, a Bulaternera - Els Banys d'Arles), que des de la N - 116 s'adreça al sud-est, passa pel poble de Bulaternera, i després va a buscar la vall del Bulès, cap al sud. Passa per Bula d'Amunt (12,8 quilòmetres), Sant Marçal (24), Teulís (30,6), Palaldà (59,7) i els Banys d'Arles (62,2).
Finalment, hi ha la carretera nacional N - 116 (Perpinyà - la Guingueta d'Ix), que venint de Perpinyà té forma d'autovia fins a prop de Bulaternera. Aquesta carretera, que passa al nord del nucli de població de Bulaternera, serveix d'eix per a enllaçar Bulaternera amb la resta de poblacions nord-catalanes.

### Transport públic col·lectiu
Bulaternera té un bon servei de transport públic. La línia 200 (Perpinyà - Prada) uneix les poblacions de Perpinyà, el Soler, Sant Feliu d'Avall, Sant Feliu d'Amunt, Millars, Nefiac, Illa, Bulaternera, Rodès, Vinçà, Marqueixanes, Eus i Prada. Aquesta línia ofereix cinc serveis diaris en direcció ponent, un d'ells de caràcter semidirecte, que té parada a Bulaternera, i només tres a la inversa, un d'ells també semidirecte. No circula els dies festius.
Amb un traçat similar hi ha la línia 240, que ofereix quatre serveis diaris en direcció a Perpinyà i sis cap a Prada. Com l'altre, alguns d'aquests serveis és semidirecte, amb parada a Bulaternera, i tampoc no circula els dies festius.
La línia 260, també amb recorregut i característiques semblants, té dos serveis diaris en cada direcció. Circula cada dia, però el diumenge amb horaris diferents.

### Ferrocarril
Bulaternera tenia estació de tren de la línia Perpinyà - Vilafranca de Conflent, on enllaça amb l'anomenat tren groc, de Vilafranca de Conflent a la Tor de Querol, però en l'actualitat ja no és operativa. És la línia 12 TER Llenguadoc Rosselló.

### Camins
Alguns dels camins de Bulaternera són interns del terme: Camí de la Quera (dos de diferents), Camí del Mas Poliroc, Camí dels Escatllars, Camí dels Horts, Camí dels Mallols, Camí dels Nerets, Camí de Morsugàs, abans Marsugàs, Camí de Sant Marc, abans Camí Vell de Sant Nazari,. Esment a part mereixen el Camí Ral o Reial, la Carrerada de Terranera, la Pista DFCI de Canoetes, la Pista DFCI, abans Camí de la Llocareta, la Pista DFCI, abans Camí de les Rieres, la Pista DFCI de la Quera, la Pista de la Quera i la Travessa de les Hortes.
La resta són camins que comuniquen amb els pobles dels entorns: Camí de Casafabre, Camí de l'Ermita, o Camí Vell d'Illa, Camí de Rodès, Camí de Serrabona, Camí Vell d'Illa, o de les Momines, Ruta de Bula d'Amunt, Ruta de Corbera, Ruta de Prada i Ruta d'Illa.

## Activitats econòmiques
La zona dels Aspres, al sud del terme, és poblada de boscos d'alzines i garrics, sovint devastats per greus incendis forestals. En canvi, la part septentrional, situada a la plana al·luvial del Riberal, hi ha un predomini d'arbres fruiters (presseguers, pomeres, cirerers i albercoquers) i hortalisses (enciams, escaroles, tomàquets i julivert). La vinya és en regressió, i tan sols ocupa una vintena d'hectàrees. Hi ha bons sistemes d'irrigació, a partir del Rec de Corbera. Hi ha una cooperativa de comercialització de la fruita, i al camí de Serrabona, a la zona dels Quatre Cònsols, l'empresa Quasites de Serrabona n'extreu esquists per a paviments.

## Història
La situació de Bulaternera és estratègica al bell mig de la frontera dels comtats de Rosselló i Conflent. Per això fou sempre discutit entre els dos, i passà diverses vegades de mans. Des de principis del segle xi són documentats tant la població com el mateix Coll de Terranera: Bula el 1008, Bula de Confluenti el 1145, Bula de Terrenera el 1303... Així, inicialment unida al de Rosselló, el 878 era incorporada al de Conflent i restituïda al de Rosselló per Jaume II de Mallorca el 1309. Els segles x i xi el monestir de Sant Miquel de Cuixà posseïa molts alous, i importants, a Bulaternera.
La senyoria del lloc estigué sempre lligada directament al comte respectiu, de Cerdanya i de Barcelona, hereus dels comtats de Conflent i Rosselló, respectivament, fins que el segle xiv va estar en mans d'Hug de Mataplana, comte de Pallars i senyor de Berga i Mataplana, a qui l'hi adquirí Jaume II de Mallorca. Aleshores, el 1303 fou infeudada a Pere de Fenollet, qui el 1314 era creat vescomte d'Illa pel rei Sanç. Ja romangué sempre, fins a la Revolució Francesa, en mans dels vescomte d'Illa (dels Fenollet als Castre els segles XV i XVI, al baró de la Llacuna el 1632, als Montcada tot seguit, i als Ducs de Medinaceli el segle xviii).
El 1891, un incendi provocat per un llamp va destruir part de l'església de Sant Sulpici. Avui dia una pedra en el lateral de llevant de l'església recorda aquell fet.

## Demografia

### Demografia antiga
La població està expressada en nombre de focs (f) o d'habitants (h)
| 47 f | 36 f | 57 f | 45 f | 150 f | 174 f | 170 f | 154 f | 604 h | 154 f | 171 f |

### Demografia contemporània
| Evolució de la població |      |      |      |      |      |      |      |      |
| 1793                    | 1800 | 1806 | 1821 | 1831 | 1836 | 1841 | 1846 | 1851 |
| 817                     | 651  | 730  | 848  | 840  | 943  | 922  | 934  | 925  |

| 1856 | 1861 | 1866 | 1872 | 1876 | 1881 | 1886 | 1891 | 1896 |
| ---- | ---- | ---- | ---- | ---- | ---- | ---- | ---- | ---- |
| 918  | 862  | 857  | 960  | 868  | 738  | 749  | 729  | 722  |

| 1901 | 1906 | 1911 | 1921 | 1926 | 1931 | 1936 | 1946 | 1954 |
| ---- | ---- | ---- | ---- | ---- | ---- | ---- | ---- | ---- |
| 759  | 741  | 732  | 660  | 632  | 661  | 683  | 665  | 699  |

| 1962 | 1968 | 1975 | 1982 | 1990 | 1999 | 2007 | 2008 | 2012 |
| ---- | ---- | ---- | ---- | ---- | ---- | ---- | ---- | ---- |
| 818  | 885  | 739  | 728  | 625  | 643  | 777  | 812  | 880  |

| 2013 | 2016 |
| ---- | ---- |
| 906  | 931  |

Fonts: Ldh/EHESS/Cassini fins al 1999, després INSEE a partir deL 2004

### Evolució de la població

Població 1962-2008

## Administració i política

### Batlles:[13]
| Període                       | Nom                    | Opció política | Comentaris                                                       |
| ----------------------------- | ---------------------- | -------------- | ---------------------------------------------------------------- |
| 1790 - 1792                   | Isidore Pontich        |                |                                                                  |
| 1792 - 1793                   | Athanase Guiry         |                |                                                                  |
| 1793 - 1795                   | François Guimbert      |                |                                                                  |
| 1795 - 1799                   | Sulpice Taix           |                |                                                                  |
| 1799 - 1821                   | Athanase Guiry         |                |                                                                  |
| 1821 - 1830                   | Hyacinthe de Pallarès  |                |                                                                  |
| 1830 - 1831                   | Jacques Sicart - Blanc |                |                                                                  |
| 1831 - 1834                   | Laurent Gaspard        |                |                                                                  |
| 1834 - 1840                   | Joseph Rebardy         |                |                                                                  |
| 1840 - 1848                   | Isidore Riubanys       |                |                                                                  |
| 1848 - 1852                   | Jean Bernadach         |                |                                                                  |
| 1852 - 1868                   | Joseph Guiry           |                |                                                                  |
| 1868 - 1874                   | Jean Trie              |                |                                                                  |
| 1874 - 1876                   | Joseph Noë             |                |                                                                  |
| 1876 - 1886                   | Jean Trie              |                |                                                                  |
| 1886 - 1908                   | Joseph Bernadach       |                |                                                                  |
| 1908 - 1912                   | Raymond Sabardeil      |                |                                                                  |
| 1912 - 1919                   | André Mary             |                |                                                                  |
| 1919 - 1924                   | Achille Forgues        |                |                                                                  |
| 1924 - 1924                   | Joseph Mercure         |                |                                                                  |
| 1924 - 1927                   | André Paysa            |                |                                                                  |
| 1927 - 1941                   | François Sabardeil     |                |                                                                  |
| 1941 - 1944                   | François Baux          |                | President de la Delegació Especial                               |
| 1944 - 1952                   | François Garrigue      |                | President del Comitè d'Alliberament. Elegit batlle el 1945       |
| 1952 - Març del 1983          | Jules Gaspard          |                | Adjunt al batlle, fou elegit batlle a la mort del batlle titular |
| Març del 1983 - Moment actual | Jean Payrou            | DVD            |                                                                  |

### Legislatura 2014 - 2020

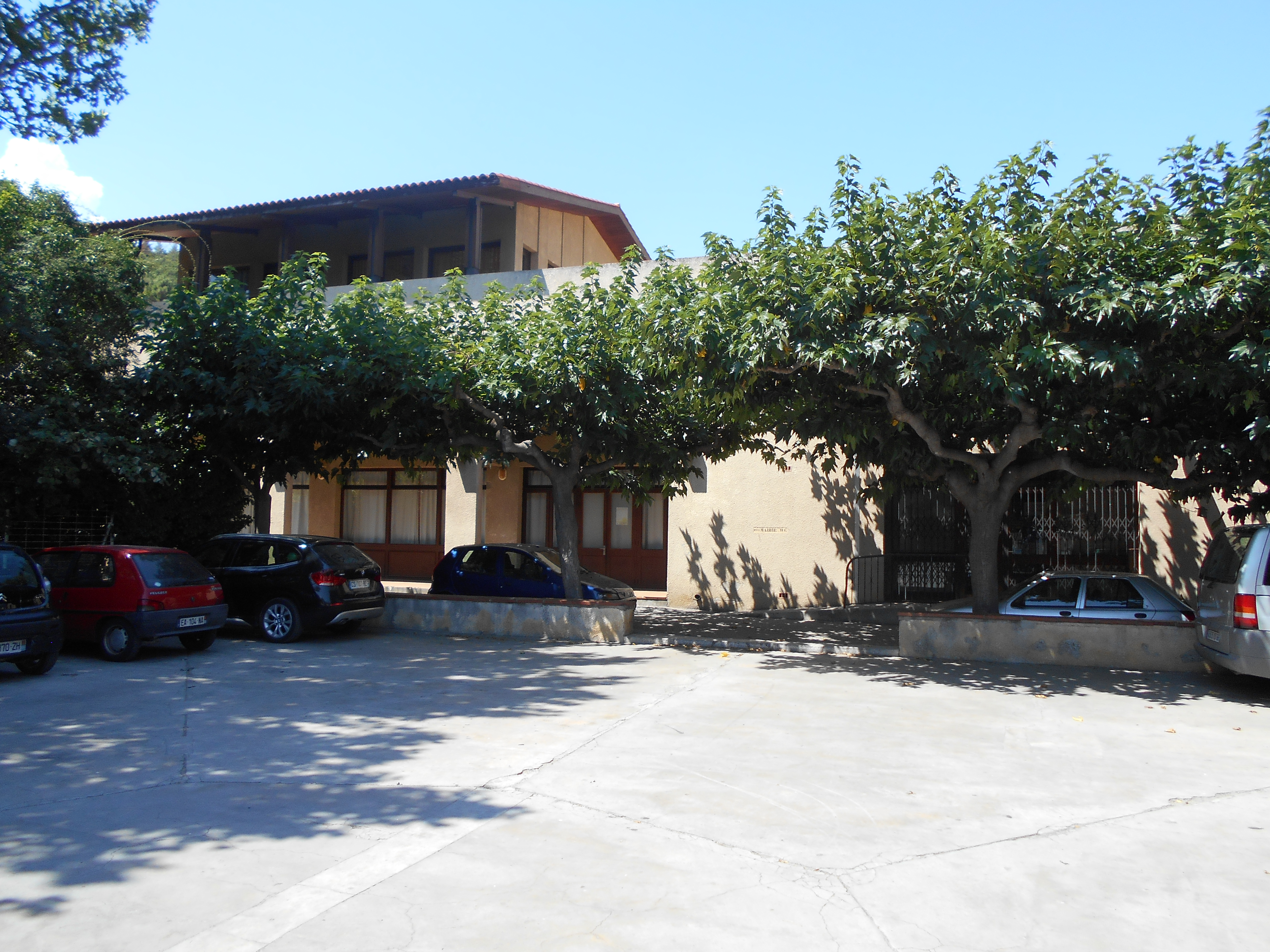
La Casa del Comú de Bulaternera

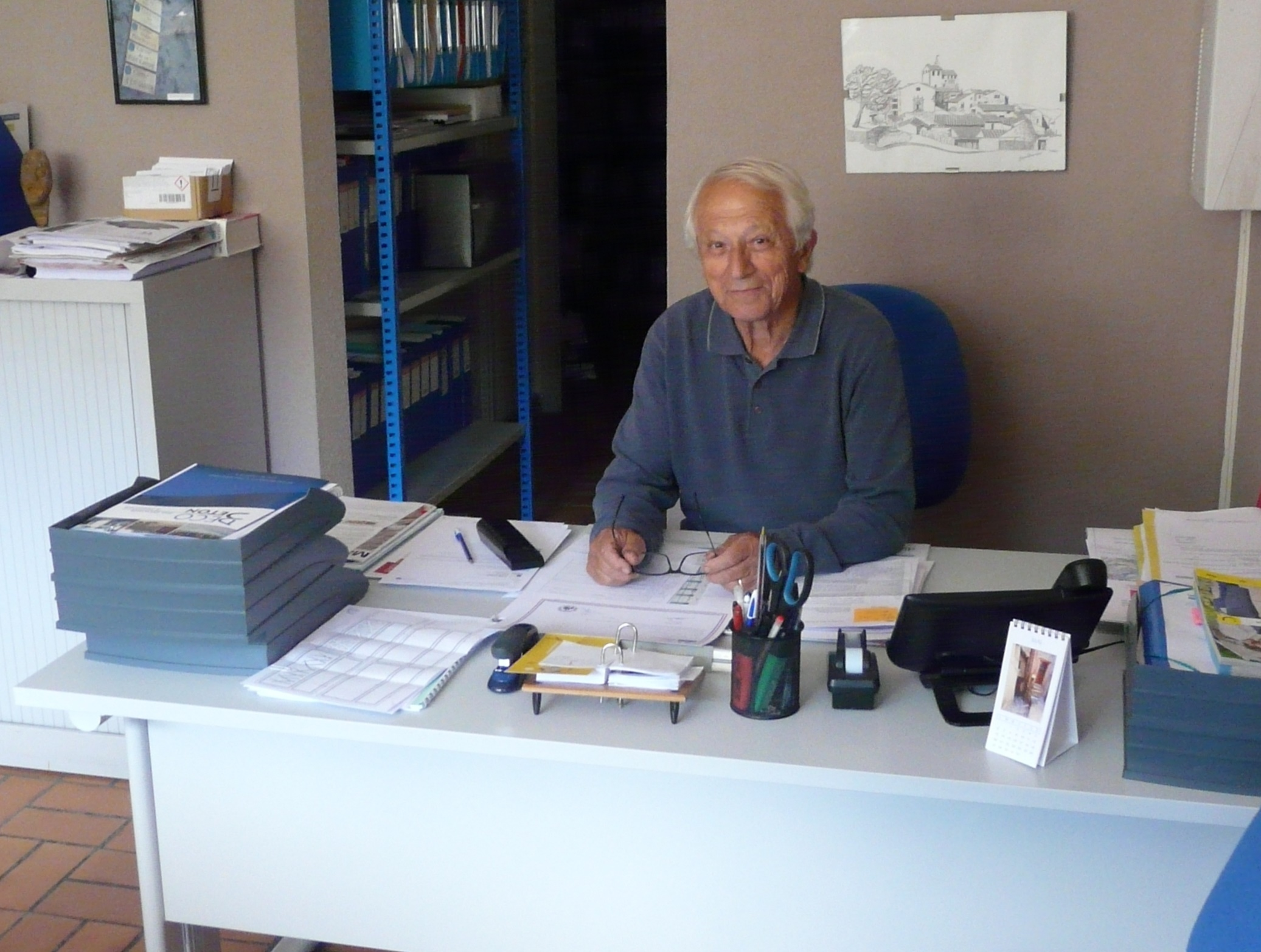
Jean Payrou, batlle de Bulaternera, al seu despatx

#### Batlle
- Jean Payrou.

#### Adjunts al batlle:[14]
- 1r: Antoine Ruiz
- 2n: Bertin Ausseil
- 3a: Rose-Marie Noe.

#### Consellers municipals
- Miquel Adroher
- Noëlle Bailbe - Noe
- Hélène Chanaud
- Claude Coste
- Marc Marty
- Joseph Nadal
- Claude Parayre
- Albert Renom
- Elsa Taurinya - Chiari
- Paul Tilla
- Manuel Valero.

### Adscripció cantonal

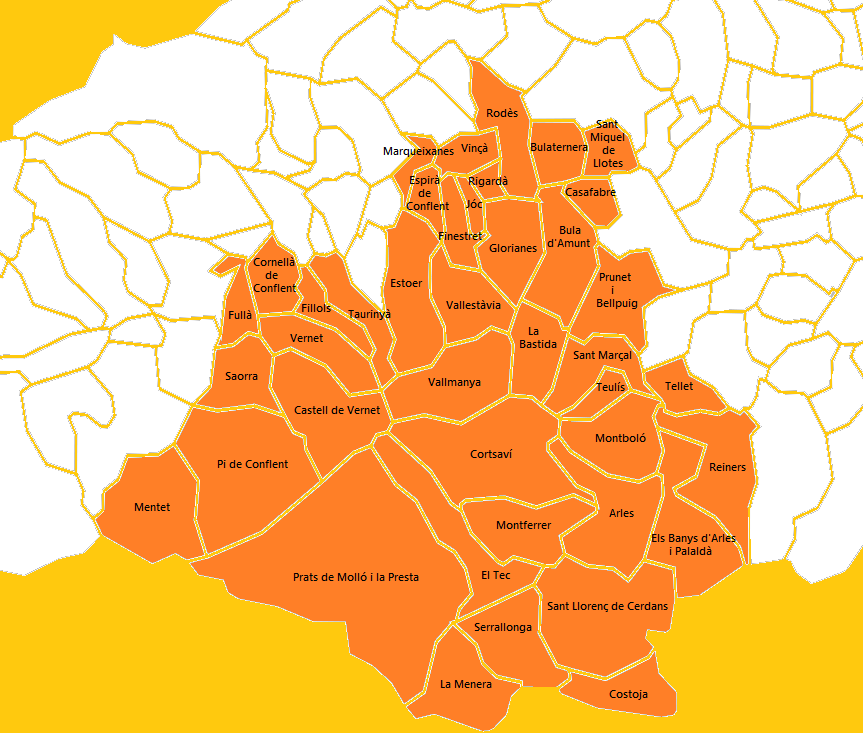
Mapa del Cantó del Canigó

A les eleccions cantonals del 2015 Bulaternera ha estat inclòs en el cantó número 2, denominat El Canigó, amb capitalitat al poble dels Banys d'Arles, de la comuna dels Banys i Palaldà. Està format per les viles d'Arles, Prats de Molló i la Presta, Sant Llorenç de Cerdans, del Vallespir, i Vinçà, del Rosselló, i els pobles del Conflent de Castell de Vernet, Cornellà de Conflent, Espirà de Conflent, Estoer, Fillols, Finestret, Fullà, Glorianes, Jóc, Marqueixanes, Mentet, Pi de Conflent, Rigardà, Rodès, Saorra, Taurinyà, Vallestàvia, Vallmanya i Vernet, els del Rosselló de la Bastida, Bula d'Amunt, Bulaternera, Casafabre, Prunet i Bellpuig, Sant Marçal, Sant Miquel de Llotes, Tellet i Teulís, i els del Vallespir dels Banys i Palaldà, Cortsaví, Costoja, la Menera, Montboló, Montferrer, Reiners, Serrallonga i el Tec forma part del cantó número 2, del Canigó (nova agrupació de comunes fruit de la reestructuració cantonal feta amb motiu de les eleccions cantonals i departamentals del 2015). Són conselleres per aquest cantó Ségolène Neuville i Alexandre Reynal, tots dos del Partit Socialista francès.

### Serveis comunals mancomunats
Bulaternera forma part de la Comunitat de comunes de Rosselló - Conflent, amb capitalitat a Illa, juntament amb Illa, Bellestar, Bula d'Amunt, Casafabre, Corbera, Corbera la Cabana, Cornellà de la Ribera, Glorianes, Millars, Montalbà del Castell, Nefiac, Prunet i Bellpuig, Rodès, Sant Feliu d'Amunt i Sant Miquel de Llotes.

## Educació i Cultura

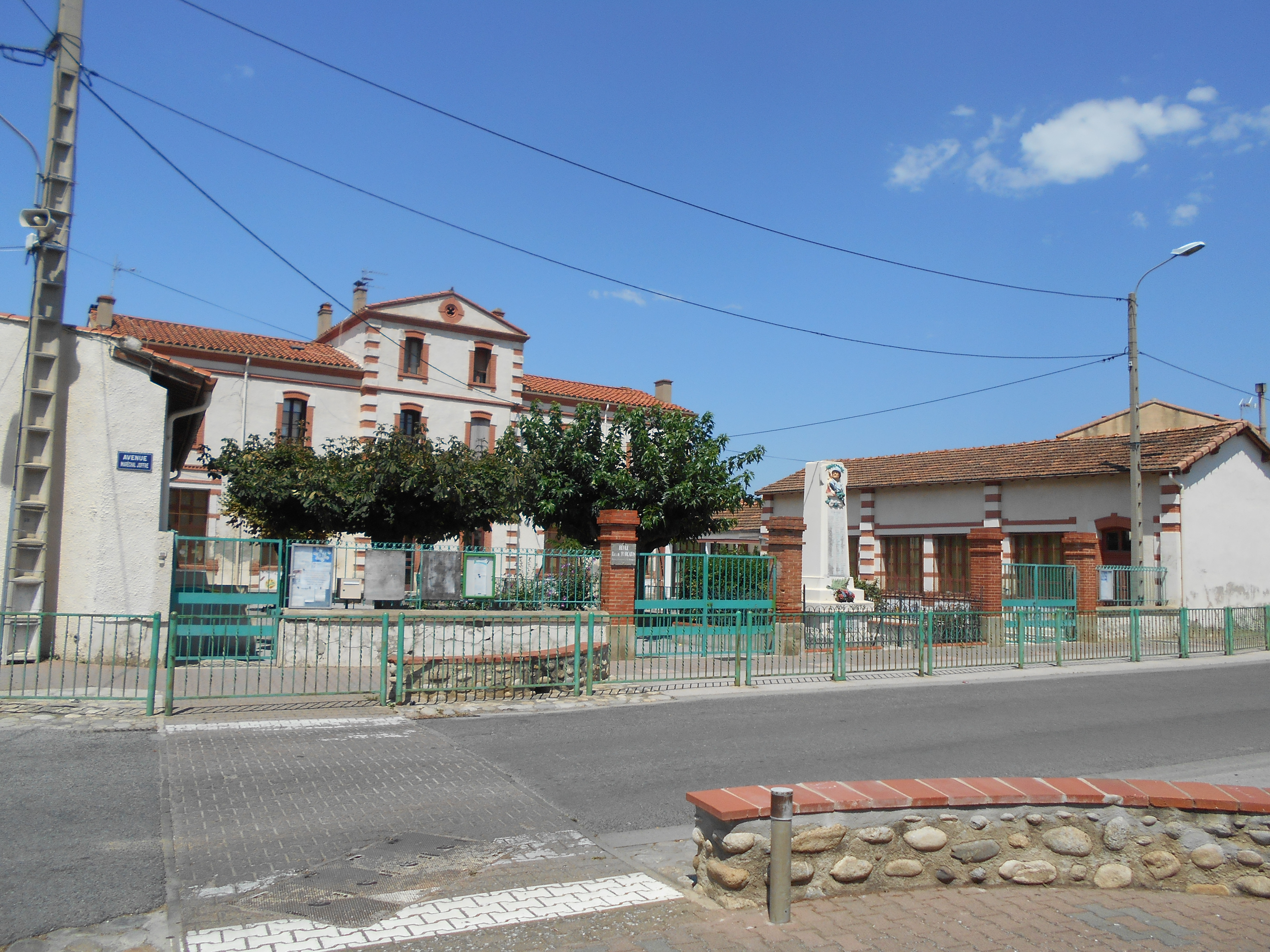
L'escola Louis Torcatis

Bulaternera té un sol establiment escolar, amb els nivells de maternal i de primària; es tracta de l'escola Louis Torcatis, dedicada al fill de Talteüll que fou mestre i membre destacat de la resistència, mort el 1944 pels ocupants nazis.
Els estudiants que volen continuar, poden cursar la secundària en els col·legis d'Illa, Prada, Tuïr, Estagell o el Soler, o el batxillerat als liceus de Ceret i Prada, principalment.
Unes setze associacions de diverses menes, des d'esportives fins a recreatives, de defensa del patrimoni i de solidaritat animen la vida cultural de Bulaternera.

### Costums i tradicions
A Bulaternera se celebra cada any la Processó nocturna de Dijous Sant, organitzada per la Confraria de Pagesos. S'ha estat celebrant ininterrompudament des de l'any 1732.

## Fills il·lustres de Bulaternera

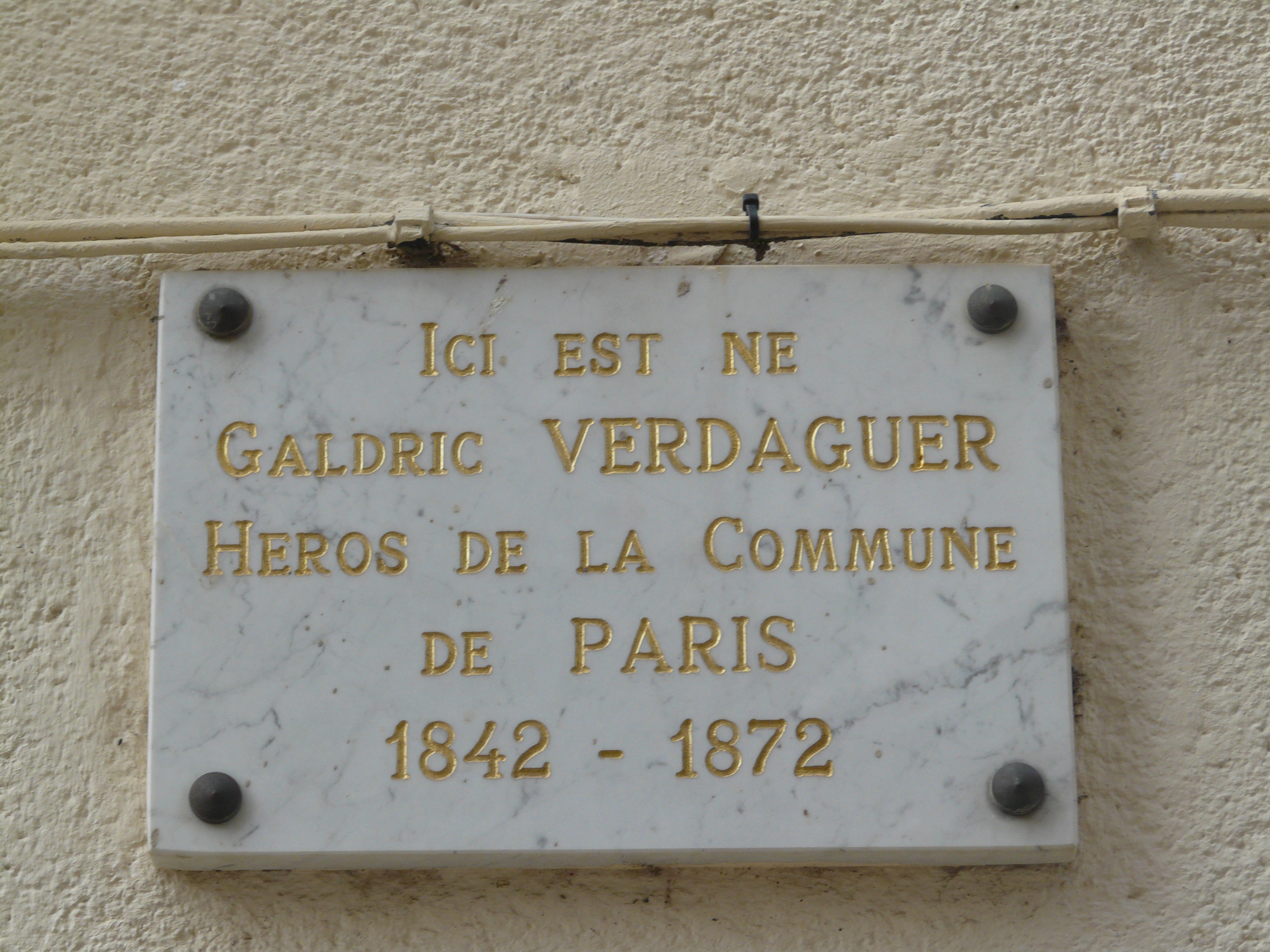
Placa a la casa natal de Galderic Verdaguer

- Ange Jean Michel Bonaventure Dax de Cessales d'Axat (1767 - 1847), noble, militar i batlle de Montpeller.
- Miquel Pontich (1632 - 1699), frare franciscà, bisbe de Girona.
- Sulpici Pontich (~1670 - 1738), religiós i canonge de Girona, nebot de Miquel Pontich.
- Galderic Verdaguer (1842 - 1872), heroi de la Comuna de París.